# متحف ميدان التراث
متحف ميدان التراث أحد متاحف منطقة عسير جنوب المملكة العربية السعودية، يقع المتحف في محافظة بيشة، أسسه مفرح بن ناصر المحلفي.

## أجزاء المتحف
يتكون المتحف من مجموعة من القاعات والغرف تحوي الكثير من القطع التراثية وحالتها جيدة، وقد تم ترتيب تلك القطع داخل المتحف حسب الوظيفة والمادة وذلك بوضع بعضها داخل فاترينات أو فوق طاولات ووضع بعضها وخاصة الثقيل منها على الأرض مباشرة فيما تم تعليق البعض الأخر على الجدران .
ويتراوح مجموع القطع مابين 600 – 700 قطعة وهي عبارة عن أواني الطبخ وأدوات القهوة وأسلحة وملابس وأدوات الزينة والحلي الخاصة بالنساء وكذلك بعض الأدوات والآلات الزراعية، وغيرها.